# Barnardsville
Barnardsville es un lugar designado por el censo ubicado en el condado de Buncombe en el estado estadounidense de Carolina del Norte. En el Censo de 2020 tenía una población de 559 habitantes y una densidad poblacional de 61,16 habitantes por km². Fue incluido como CDP en el censo de 2020.

## Geografía
Barnardsville se encuentra ubicado en las coordenadas 35°46′55″N 82°27′20″O / 35.78194, -82.45556. Según la Oficina del Censo de los Estados Unidos,  tiene una superficie total de 9,14 km², todos correspondientes a tierra.